# Gemeentepolitie
Gemeentepolitie was de naam voor een politieorganisatie die zowel in België als in Nederland bestond. In beide landen is ze ondertussen afgeschaft en zijn opgegaan in nieuwe structuren, respectievelijk de lokale politie (in België in 2001) en de regiopolitie (in Nederland in 1993) samen met de rijkspolitie.
Op 1 januari 2013 zijn in Nederland de regiokorpsen vervolgens opgegaan in de Nationale Politie, verdeeld over 10 Regionale Eenheden en de Landelijke Eenheid.

## Gemeentepolitie in België

### Geschiedenis
In België kon elke gemeente of stad op basis van de gemeentewet zijn eigen gemeentepolitie organiseren. Na de fusie van Belgische gemeenten in 1977 bleven er 589 gemeenten over en dus ook evenveel korpsen gemeentepolitie.
In 1995 besliste de toenmalige Minister van Binnenlandse Zaken om het Belgische grondgebied in te delen in Interpolitiezones. Daardoor werden de verschillende gemeentelijke politiekorpsen én de territoriale eenheden van de rijkswacht gedwongen samen te werken. De gemeentepolitie bleef als dusdanig echter bestaan.

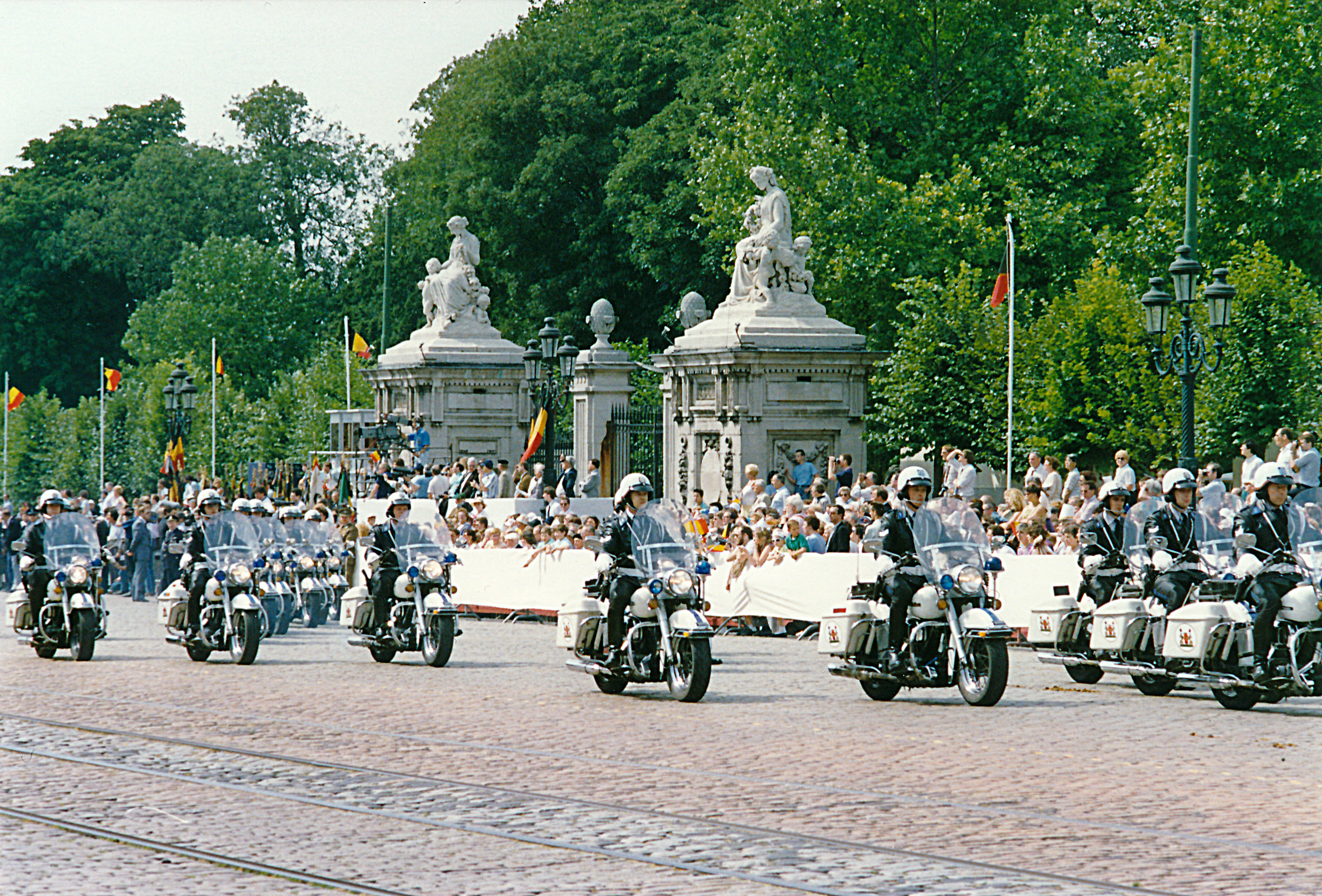
Brusselse politiemotorrijders paraderen op hun Harley-Davidson FLH 1200 voor de koninklijke tribune tijdens de parade van troepen en civiele hulpdiensten, Paleizenplein op 21 juli 1989 in Brussel

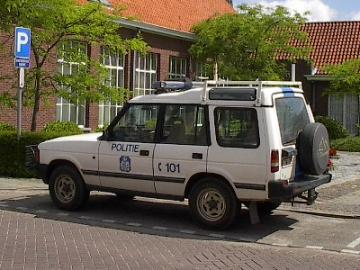
Oude Belgische politiejeep in Baarle-Hertog

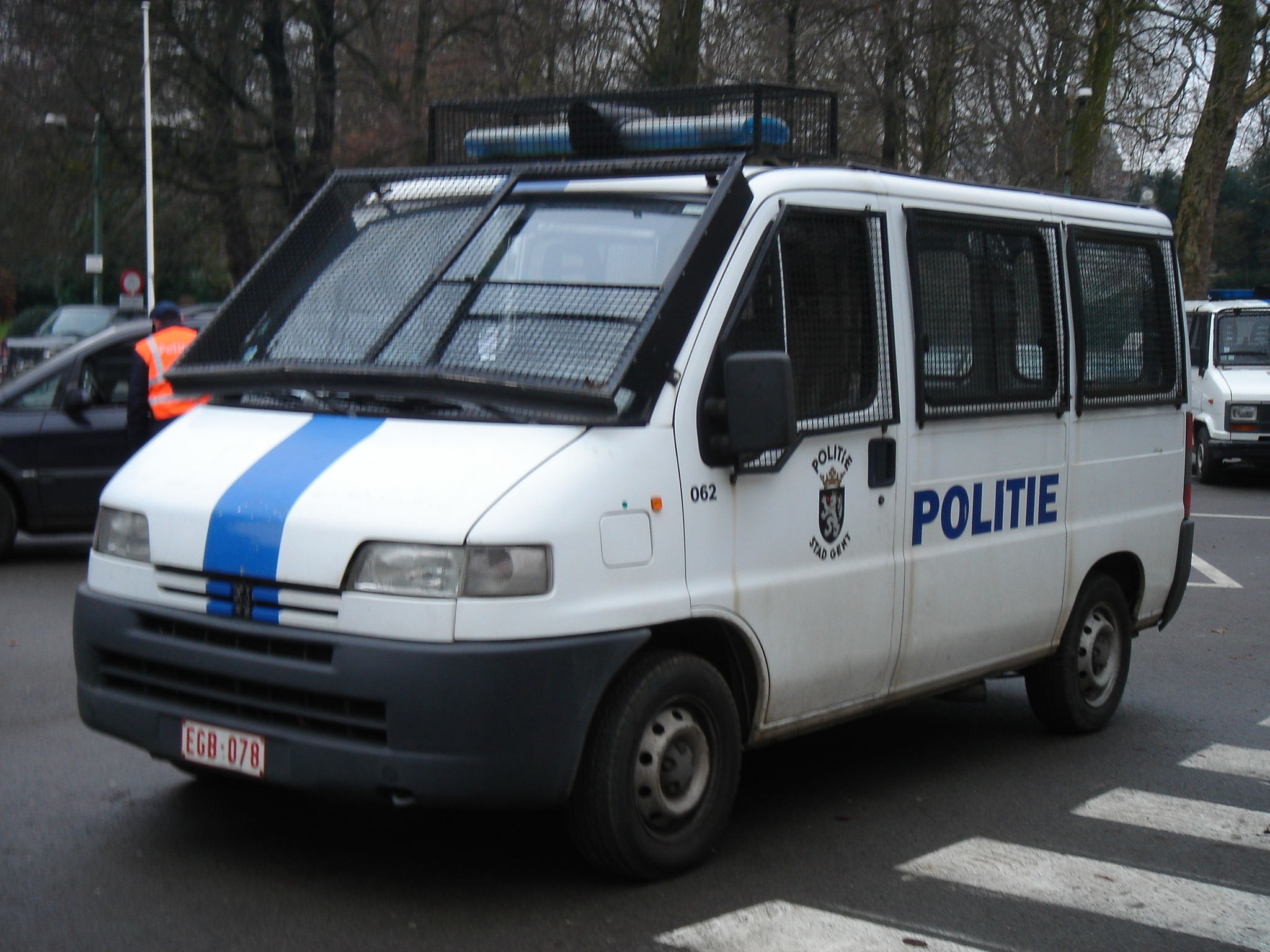
Voertuig van de Belgische gemeentepolitie (Gent)

De Belgische politiehervorming in 2001 betekende echter het einde voor alle bestaande Belgische politiediensten, ook voor de gemeentepolitie. Sinds 1 april 2001 bestaat er in België nog slechts één politiedienst: de geïntegreerde politie, gestructureerd op twee niveaus. Deze twee niveaus zijn de federale politie en de lokale politie. De gemeentepolitie ging volledig op in de lokale politie.

### Graden voor hervorming van 2001
Ondervermelde graden bestonden bij de gemeentepolitie van het 'stedelijk type' tot april 2001.

#### Officierenkader
- Hoofdcommissaris
- Commissaris
- Adjunct-commissaris hoofdinspecteur
- Adjunct-commissaris inspecteur
- Adjunct-commissaris

#### Kader van politieassistenten
- Hoofdpolitieassistent
- Eerstaanwezend politieassistent 1e klasse
- Politieassistent 1e klasse
- Politieassistent

#### Middenkader
- Hoofdinspecteur van politie eerste klasse
- Hoofdinspecteur van politie
- Inspecteur van politie

#### Basiskader
- Hoofdbrigadier van politie
- Brigadier van politie
- Agent van politie

#### Agentenkader
- Hulpagent

### Graden vanaf 2001

#### Officierenkader
- Hoofdcommissaris van politie (HCP)
- Commissaris van politie (CP)
- Aspirant-commissaris van politie (ACP)

#### Middenkader
- Hoofdinspecteur met bijzondere specialisatie (HINP BS) (niveau B of niveau 2+)
- Hoofdinspecteur met specialisatie maatschappelijk assistent (HINP MA) (niveau B of niveau 2+)
- Hoofdinspecteur van politie (HINP)
- Aspirant-hoofdinspecteur van politie (AHINP)

#### Basiskader
- Eerste inspecteur van politie(1e INP)
- Inspecteur van politie (INP)
- Aspirant-inspecteur van politie (AINP)

#### Agentenkader
- Eerste agent van politie (1e AP)
- Agent van politie (AP)
- Aspirant-agent van politie (AAP)

### Graden vanaf 2016

#### Officierenkader
- Eerste hoofdcommissaris van politie (1HCP) (na 13 jaar graadanciënniteit - zelfde bevoegdheden als voorgaande graad)
- Hoofdcommissaris van politie (HCP)
- Eerste commissaris van politie (1CP) (na 13 jaar graadanciënniteit - zelfde bevoegdheden als voorgaande graad)
- Commissaris van politie (CP)
- Aspirant-commissaris van politie (ACP)

#### Middenkader
- Eerste Hoofdinspecteur met bijzondere specialisatie (1HINP BS) (niveau B of niveau 2+) (na 13 jaar graadanciënniteit)
- Eerste Hoofdinspecteur met specialisatie maatschappelijk assistent (1HINP MA) (niveau B of niveau 2+) (na 13 jaar graadanciënniteit)
- Hoofdinspecteur met bijzondere specialisatie (HINP BS) (niveau B of niveau 2+)
- Hoofdinspecteur met specialisatie maatschappelijk assistent (HINP MA) (niveau B of niveau 2+)
- Eerste hoofdinspecteur van politie (1HINP) (na 13 jaar graadanciënniteit - zelfde bevoegdheden als voorgaande graad)
- Hoofdinspecteur van politie (HINP)
- Aspirant-hoofdinspecteur van politie (AHINP)

#### Basiskader
- Eerste inspecteur van politie (1INP)  (na 13 jaar graadanciënniteit - zelfde bevoegdheden als voorgaande graad)
- Inspecteur van politie (INP)
- Aspirant-inspecteur van politie (AINP)

#### Agentenkader
- Eerste agent van politie (1AP) (na 13 jaar graadanciënniteit - zelfde bevoegdheden als voorgaande graad)
- Agent van politie (AP)
- Aspirant-agent van politie (AAP)

### Graden vanaf 2018

#### Officierenkader
- Eerste hoofdcommissaris van politie (1HCP) (na 13 jaar graadanciënniteit - zelfde bevoegdheden als voorgaande graad)
- Hoofdcommissaris van politie (HCP)
- Eerste commissaris van politie (1CP) (na 13 jaar graadanciënniteit - zelfde bevoegdheden als voorgaande graad)
- Commissaris van politie (CP)
- Aspirant-commissaris van politie (ACP)

#### Middenkader
- Eerste Hoofdinspecteur met bijzondere specialisatie (1HINP BS) (niveau B of niveau 2+) (na 13 jaar graadanciënniteit)
- Eerste Hoofdinspecteur met specialisatie maatschappelijk assistent (1HINP MA) (niveau B of niveau 2+) (na 13 jaar graadanciënniteit)
- Hoofdinspecteur met bijzondere specialisatie (HINP BS) (niveau B of niveau 2+)
- Hoofdinspecteur met specialisatie maatschappelijk assistent (HINP MA) (niveau B of niveau 2+)
- Eerste hoofdinspecteur van politie (1HINP) (na 13 jaar graadanciënniteit - zelfde bevoegdheden als voorgaande graad)
- Hoofdinspecteur van politie (HINP)
- Aspirant-hoofdinspecteur van politie (AHINP)

#### Basiskader
- Eerste inspecteur van politie (1INP)  (na 13 jaar graadanciënniteit - zelfde bevoegdheden als voorgaande graad)
- Inspecteur van politie (INP)
- Aspirant-inspecteur van politie (AINP)

#### Beveiligingskader
- Eerste beveiligingscoördinator van politie (1BCSP) (na 13 jaar graadanciënniteit - zelfde bevoegdheden al voorgaande graad)
- Beveiligingscoördinator van politie (BCSP)
- Eerste beveiligingsassistent van politie (1BASP) (na 13 jaar graadanciënniteit - zelfde bevoegdheden als voorgaande graad)
- Beveiligingsassistent van politie (BASP)
- Aspirant-beveiligingsassistent van politie (ABASP)
- Eerste beveiligingsagent van politie (1BAGP) (na 13 jaar graadanciënniteit - zelfde bevoegdheden als voorgaande graad)
- Beveiligingsagent van politie (BAGP)
- Aspirant-beveiligingsagent van politie (ABAGP)

#### Agentenkader
- Eerste agent van politie (1AP) (na 13 jaar graadanciënniteit - zelfde bevoegdheden als voorgaande graad)
- Agent van politie (AP)
- Aspirant-agent van politie (AAP)

### Relevante artikels
- Politie in België

## Gemeentepolitie in Nederland

### Korpsen

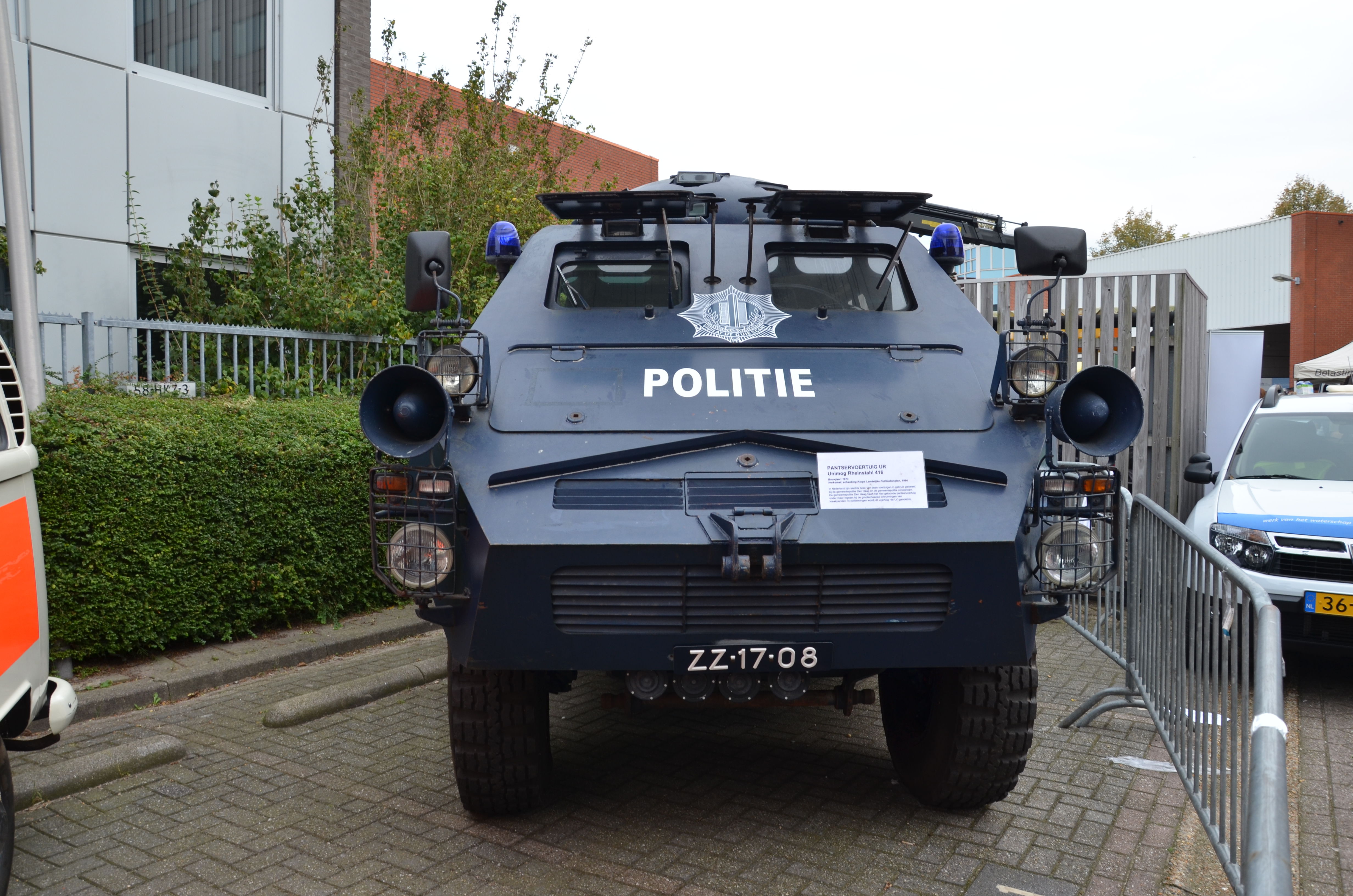
Een UR 416, in gebruik geweest bij de gemeentepolitie Den Haag

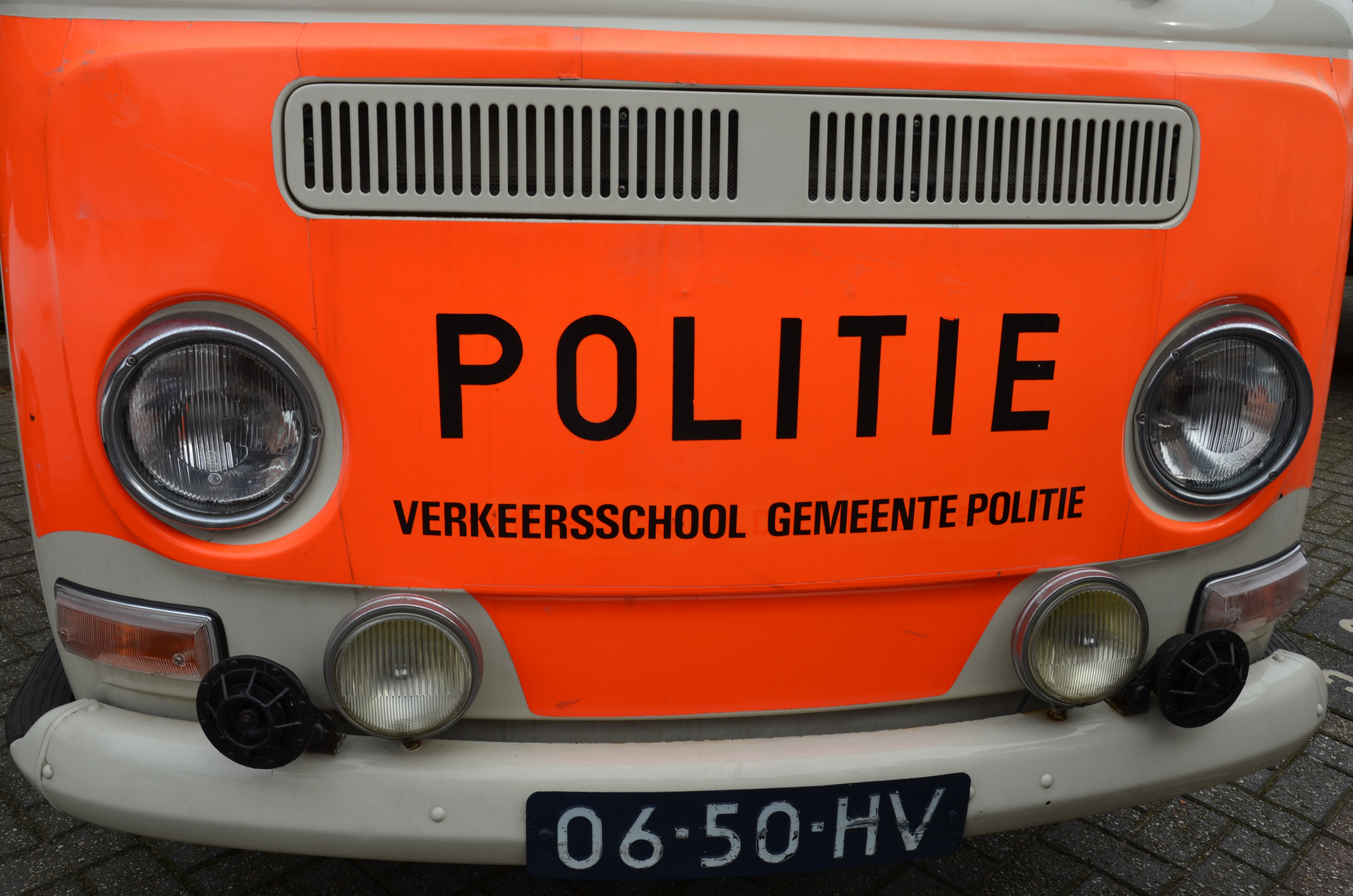
Een voertuig van de Verkeersschool Gemeentepolitie

In Nederlandse gemeenten met 25.000 of meer inwoners bestond  tussen 1945 en 1993 een korps gemeentepolitie. In de andere gemeenten waren de politietaken opgedragen aan het landelijke korps rijkspolitie.

#### Uitzondering
Een uitzondering met betrekking tot de grootte van de gemeente was Baarn. Vanwege de aanwezigheid van het Koninklijk Huis was deze plaats voorzien van een eigen politiekorps met extra budget voor meer politieambtenaren.

### Beleid
De burgemeester van de gemeente was het "hoofd van politie" en verantwoordelijk voor het beheer er van. De gemeenteraad kon in haar raadsvergaderingen de burgemeester bewegen om de politie extra aandacht te laten geven aan bepaalde zaken. De burgemeester droeg de verantwoordelijkheid ten aanzien van de openbare orde en de officier van justitie was verantwoordelijk voor de strafrechtelijke aspecten.
Het beleid van de gemeentepolitie werd in het zogenaamde tripartite overleg, ook wel 'de driehoek' genoemd, van burgemeester, officier van justitie en de (hoofd)commissaris bepaald.

### Rangen
Het rangenstelsel binnen de gemeentepolitie: (van hoog naar laag)
Officieren:
- Hoofdcommissaris, Hoofdambtenaar der 1e klasse - 2 gekruiste zwaarden met 2 sterren
- Hoofdcommissaris, Hoofdambtenaar der 2e klasse - 2 gekruiste zwaarden met 1 ster
- Commissaris, Hoofdambtenaar der 2e klasse - Een kroon met 2 sterren
- Commissaris, Hoofdambtenaar der 3e klasse - Een kroon met 1 ster
- Commissaris, Ambtenaar der 1e klasse - Een kroon
- Hoofdinspecteur, Ambtenaar der 1e klasse - Een balk met 2 sterren
- Hoofdinspecteur, Ambtenaar der 2e klasse - Een balk met 1 ster
- Inspecteur, Ambtenaar der 2e klasse - 3 sterren
- Inspecteur, Ambtenaar der 3e klasse - 2 sterren
- Aspirant hogere politieambtenaar - 1 ster

Executief personeel:
- Adjudant - Een stip
- Brigadier - Een lauwerkrans met een zwaard en een gemeentekroon erin
- Hoofdagent - 3 strepen
- Agent - 2 strepen
- Aspirant - 1 streep

De rang van adjudant is bij de invoering van de Politiewet 1993 vervallen. Alle adjudanten werden toen automatisch inspecteur.